# Draht (Zeitschrift)
DRAHT ist eine Zeitschrift für die europäischen Draht-, Feder-, Formteil- und Kabelindustrien. Sie fördert den Wissensaustausch und die Kontakte zwischen Ausrüstern und Zulieferern, Dienstleistern, Abnehmern und der Forschung. Schwerpunktbranchen sind der Maschinen-, Anlagen- und Fahrzeugbau, die Hersteller technischer Federn auf Basis von Draht sowie die Schiffs-, Flugzeug- und Elektroindustrie. 

## Inhalt
DRAHT ist eine journalistische Fachzeitschrift in deutscher Sprache. Beiträge aus Industrie und Wissenschaft informieren zu Stand, Trends und Techniken in der Feder-, Draht- und Kabelindustrie. Ergänzt wird dies durch Meldungen aus den Fachverbänden zu Branchen- und Unternehmensentwicklungen. Ferner gibt es Berichte zu Produkten für die Draht- und Kabel-Herstellung wie auch aus der Branche selbst.

## Mitgliedschaft/Teilnahme
- IWMA (International Wire & Machinery Association)
- VDKM (Verband der Draht- und Kabelmaschinenhersteller e.V.)
- VDFI (Verband der deutschen Federnindustrie e.V.)

## Onlineauftritt
umformtechnik.net ist die gemeinsame online Plattform der metalltechnischen Fachzeitschriften des Meisenbach Verlages. Fachartikel, Produktvorstellungen, Reportagen, Branchen- und Anwenderberichte sowie Hintergrundinformation aus den Fachzeitschriften DRAHT, WIRE, UMFORMTECHNIK MASSIV+LEICHTBAU, BLECH+ROHRE+PROFILE können hier thematisch recherchiert werden.